# Ron Waples
Ronald W. Waples, född 21 juli 1944 i Toronto i Ontario i Kanada, är en kanadensisk travkusk och travtränare.

## Karriär
Waples började sin karriär inom sulkysporten hos sin kusin Keith Waples, där han arbetade som hästskötare. Han startade senare sin egen verksamhet, samtidigt som han var catch driver. Han vann utmärkelsen Harness Tracks of America Driver of the Year två år i rad (1979, 1980).
Waples delägde och körde hästen Ralph Hanover, som han vann Triple Crown of Harness Racing for Pacers med 1983. Ralph Hanover segrade även i Meadowlands Pace, Adios Pace, Prix d'Ete och Tattersalls Pace. Han har även kört Park Avenue Joe, som segrade i ett dött lopp tillsammans med Probe 1989 års upplaga av Hambletonian Stakes. 
Waples är en av de mest framgångsrika kuskarna i loppserien Breeders Crown, där han bland annat segrat med No Sex Please på världsrekordtiden 1:55.0 (1.11,5) (1990). Waples har även vunnit det prestigefyllda passgångsloppet Little Brown Jug tillsammans med Fake Left (1992).
Han valdes in i Canadian Horse Racing Hall of Fame 1986, U.S. Harness Racing Hall of Fame 1993, och i Little Brown Jug Wall of Fame 2006.

## Större segrar i urval
| År   | Lopp                                   | Häst              | Tränare           |
| ---- | -------------------------------------- | ----------------- | ----------------- |
| 1983 | Adios Pace                             | Ralph Hanover     | Stew Firlotte     |
| 1983 | Meadowlands Pace                       | Ralph Hanover     | Stew Firlotte     |
| 1983 | Cane Pace                              | Ralph Hanover     | Stew Firlotte     |
| 1983 | Little Brown Jug                       | Ralph Hanover     | Stew Firlotte     |
| 1983 | Messenger Stakes                       | Ralph Hanover     | Stew Firlotte     |
| 1984 | Maple Leaf Trot                        | Bridger           | Dave Green        |
| 1986 | Kentucky Futurity                      | Sugarcane Hanover | James W. Simpson  |
| 1986 | Breeders Crown 3YO Colt & Gelding Trot | Sugarcane Hanover | James W. Simpson  |
| 1986 | Breeders Crown 3YO Filly Pace          | Glow Softly       | Nelson Guyette    |
| 1986 | Breeders Crown 2YO Filly Trot          | Super Flora       | Jim Miller        |
| 1987 | Breeders Crown Open Trot               | Sugarcane Hanover | James W. Simpson  |
| 1988 | Kentucky Futurity                      | Huggie Hanover    | Ron Waples        |
| 1989 | Hambletonian Stakes                    | Park Avenue Joe   | Charles Sylvester |
| 1989 | Maple Leaf Trot                        | No Sex Please     | Ron Waples        |
| 1989 | Breeders Crown 2YO Filly Trot          | Delphi's Lobell   | Per K. Eriksson   |
| 1990 | Maple Leaf Trot                        | No Sex Please     | Ron Waples        |
| 1990 | Breeders Crown Open Trot               | No Sex Please     | Ron Waples        |
| 1991 | Little Brown Jugette                   | Sarah Loren Rd.   | Eddie Burns       |
| 1991 | Breeders Crown 3YO Filly Trot          | Twelve Speed      | Mark Loewe        |
| 1992 | Little Brown Jug                       | Fake Left         | George Sholty     |
| 1992 | Maple Leaf Trot                        | No Sex Please     | Ron Waples        |
| 1992 | Breeders Crown 2YO Colt & Gelding Pace | Village Jiffy     | Bill Wellwood     |
| 1992 | Breeders Crown Open Trot               | No Sex Please     | Ron Waples        |
| 1993 | North America Cup                      | Presidential Ball | William Robinson  |